# Diocesi di Bagi
La diocesi di Bagi (in latino Dioecesis Bagena) è una sede soppressa del patriarcato di Costantinopoli e una sede titolare della Chiesa cattolica.

## Storia
Bagi, identificabile con Gyure in Turchia, è un'antica sede episcopale della provincia romana della Lidia nella diocesi civile di Asia. Faceva parte del patriarcato di Costantinopoli ed era suffraganea dell'arcidiocesi di Sardi.
La diocesi è documentata nelle Notitiae Episcopatuum del patriarcato di Costantinopoli fino al XII secolo.
Sono cinque i vescovi noti di Bagi. Pollione prese parte al primo concilio ecumenico celebrato a Nicea nel 325. Crisante (Chrysanthios) partecipò al sinodo di Efeso del 449. Leonide firmò la lettera dei vescovi della provincia all'imperatore Leone nel 458 in seguito alla morte del patriarca Proterio di Alessandria. Nel concilio di Costantinopoli dell'879-880 che riabilitò il patriarca Fozio parteciparono due vescovi di Bagi, Basilio e Clemente, uno consacrato da Fozio e l'altro da Ignazio I.
Dal XIX secolo Bagi è annoverata tra le sedi vescovili titolari della Chiesa cattolica; dal 29 ottobre 2022 il vescovo titolare è Waldemar Musioł, vescovo ausiliare di Opole.

## Cronotassi

### Vescovi greci
- Pollione † (menzionato nel 325)
- Crisante † (menzionato nel 449)
- Leonide † (menzionato nel 458)
- Basilio † (menzionato nell'879)
- Clemente † (menzionato nell'879)

### Vescovi titolari
- San Francesco Maria Fogolla, O.F.M. † (28 giugno 1898 - 9 luglio 1900 deceduto)
- Joaquim Silvério de Souza † (16 novembre 1901 - 5 maggio 1905 succeduto vescovo di Diamantina)
- Celestin Ibáñez y Aparicio, O.F.M. † (12 aprile 1911 - 11 aprile 1946 nominato vescovo di Yan'an)
- Jorge Marcos de Oliveira † (3 agosto 1946 - 26 luglio 1954 nominato vescovo di Santo André)
- Ramón Pastor Bogarín Argaña † (1º dicembre 1954 - 19 gennaio 1957 nominato vescovo di San Juan Bautista de las Misiones)
- Albert Sanschagrin, O.M.I. † (12 agosto 1957 - 13 giugno 1967 nominato vescovo di Saint-Hyacinthe)
- José Afonso Ribeiro, T.O.R. † (29 gennaio 1979 - 6 luglio 1988 nominato prelato di Borba)
- João Evangelista Martins Terra, S.I. † (17 agosto 1988 - 11 marzo 2022 deceduto)
- Waldemar Musioł, dal 29 ottobre 2022